# Восточно-Аральская нефтегазоносная область

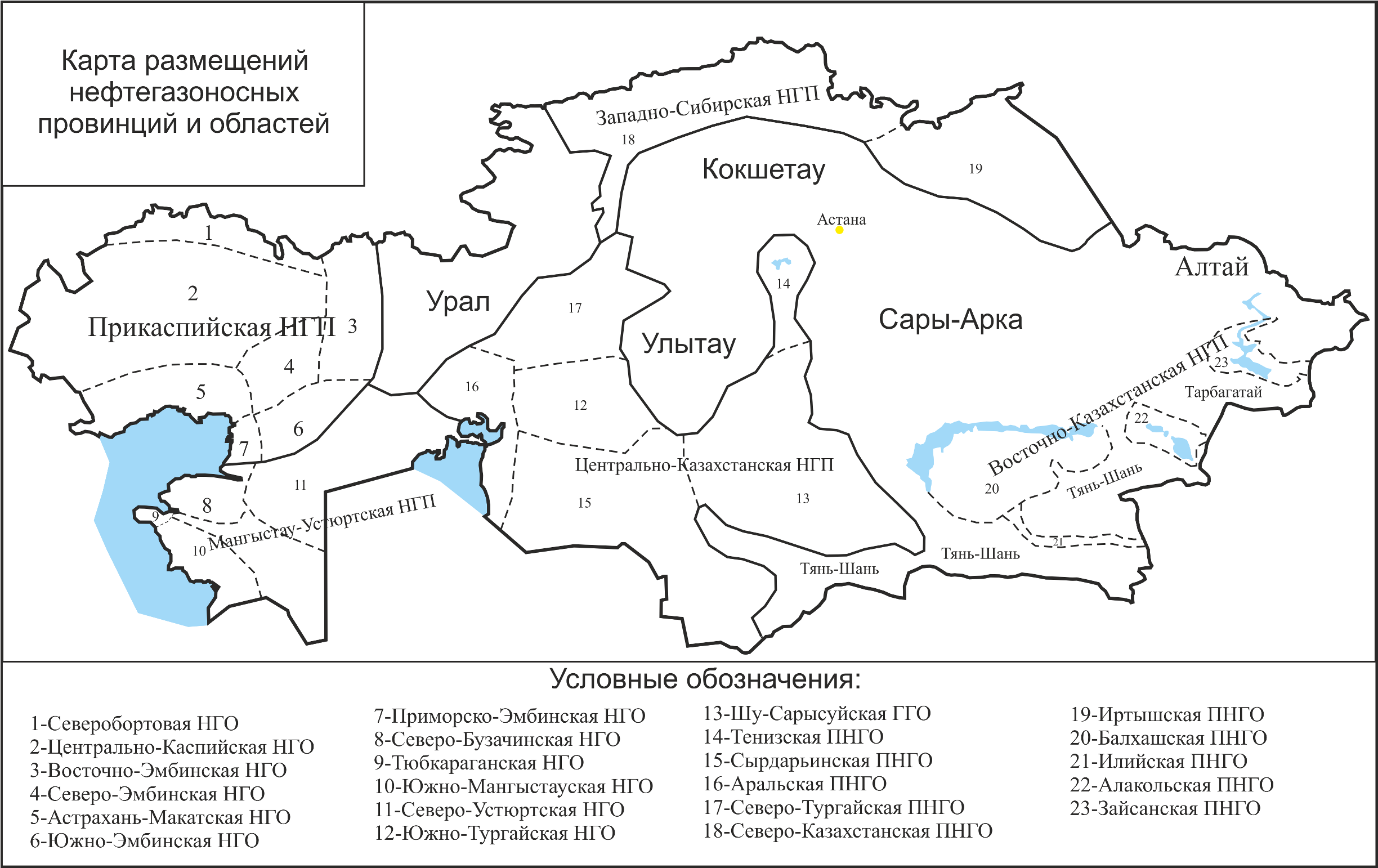

Восточно-Аральская нефтегазоносная область в геологическом отношении связана с одноимённым осадочным бассейном размерами 440x100x210 км и общей площадью около 80 тыс. км2.
На севере и северо-северо-востоке бассейн ограничен Иргизской седловиной и Нижнесырдарьинским сводом; на юге — Центрально-Устюртской системой дислокаций; на западе краевым его элементом является Арало-Кызылкумская система поднятий с субмеридиональной сетью нарушений.
Основная часть Аральского бассейна расположена под водами Аральского моря и относится к юрисдикции Казахстана и Узбекистана.
Геолого-геофизические работы регионального и поискового характера начали проводиться здесь с 1960-х годов, в том числе в Аральском море с 1970-х годов.
Работы проводились эпизодически, при этом наибольшую ценность имеют выполненные в последние 10 лет сейсмические исследования МОГТ, в том числе на лицензионных участках Японской Национальной Нефтяной Компании (ЯННК).
В пределах бассейна пробурён ряд глубоких скважин (Куландинская 1-П, Сев. Аральская 1-П, 2-П, Кызыл-Тюбинская 1-П, 2-Г; Косказахская 1-Г, Досанская 1-Г, 2-Г, Тунгуруксорская 1-Г, Чокусинская 2-П).
Выполненные объёмы геолого-геофизических работ позволяют составить достаточно надёжные представления о геологии рассматриваемой нефтегазоносной области.